# Meridià 114 a l'oest
El meridià 114 a l'oest de Greenwich és una línia de longitud que s'estén des del pol Nord travessant l'oceà Àrtic, Amèrica del Nord, el Golf de Mèxic, l'oceà Pacífic, l'oceà Antàrtic, i l'Antàrtida fins al pol Sud.
El meridià 114 a l'oest forma un cercle màxim amb el meridià 66 a l'est. Com tots els altres meridians, la seva longitud correspon a una semicircumferència terrestre, uns 20.003,932 km. Al nivell de l'Equador, és a una distància del meridià de Greenwich de 12.690 km.
El meridià 114 a l'oest és el Cinquè Meridià del Dominion Land Survey al Canadà.

## De Pol a Pol
Començant en el pol Nord i dirigint-se cap al pol Sud, aquest meridià travessa:
| Coordenades                               | País, territori o mar     | Notes |
| ----------------------------------------- | ------------------------- | --- |
| 90° 0′ N, 114° 0′ O / 90.000°N,114.000°O  | Oceà Àrtic                | |
| 77° 57′ N, 114° 0′ O / 77.950°N,114.000°O | Canadà                    | Territoris del Nord-oest — Illa Brock |
| 77° 43′ N, 114° 0′ O / 77.717°N,114.000°O | Estret de Ballantyne      | |
| 77° 19′ N, 114° 0′ O / 77.317°N,114.000°O | Cos d'aigua sense nom     | Passa a l'oest de l'illa Fitzwilliam Owen, Territoris del Nord-oest, Canadà (at 77° 7′ N, 113° 54′ O / 77.117°N,113.900°O) |
| 76° 54′ N, 114° 0′ O / 76.900°N,114.000°O | Canadà                    | Territoris del Nord-oest — Illa Emerald |
| 76° 43′ N, 114° 0′ O / 76.717°N,114.000°O | Cos d'aigua sense nom     | |
| 76° 16′ N, 114° 0′ O / 76.267°N,114.000°O | Canadà                    | Territoris del Nord-oest — illa de Melville |
| 75° 28′ N, 114° 0′ O / 75.467°N,114.000°O | Murray Inlet              | |
| 75° 3′ N, 114° 0′ O / 75.050°N,114.000°O  | Golf de Liddon            | |
| 74° 47′ N, 114° 0′ O / 74.783°N,114.000°O | Canadà                    | Territoris del Nord-oest — illa de Melville |
| 74° 31′ N, 114° 0′ O / 74.517°N,114.000°O | Estret de McClure         | |
| 73° 55′ N, 114° 0′ O / 73.917°N,114.000°O | Canal de Parry            | Canal del Vescomte Melville |
| 73° 13′ N, 114° 0′ O / 73.217°N,114.000°O | Canadà                    | Territoris del Nord-oest — Illa Victòria |
| 72° 48′ N, 114° 0′ O / 72.800°N,114.000°O | Richard Collinson Inlet   | |
| 72° 38′ N, 114° 0′ O / 72.633°N,114.000°O | Canadà                    | Territoris del Nord-oest — Illa Victòria |
| 70° 42′ N, 114° 0′ O / 70.700°N,114.000°O | Prince Albert Sound       | |
| 70° 17′ N, 114° 0′ O / 70.283°N,114.000°O | Canadà                    | Territoris del Nord-oest — Illa Victòria Nunavut — des de 70° 0′ N, 114° 0′ O / 70.000°N,114.000°O a Illa Victòria |
| 69° 15′ N, 114° 0′ O / 69.250°N,114.000°O | Estret de Dolphin i Union | |
| 68° 23′ N, 114° 0′ O / 68.383°N,114.000°O | Canadà                    | Nunavut — continent |
| 68° 14′ N, 114° 0′ O / 68.233°N,114.000°O | Golf de la Coronació      | |
| 67° 58′ N, 114° 0′ O / 67.967°N,114.000°O | Canadà                    | Nunavut — Illes Berens i continent Territoris del Nord-oest — des de 65° 57′ N, 114° 0′ O / 65.950°N,114.000°O, travessa el Gran Llac de l'Esclau Alberta — des de 60° 0′ N, 114° 0′ O / 60.000°N,114.000°O, travessa Calgary a 51° 2′ N, 114° 0′ O / 51.033°N,114.000°O |
| 49° 0′ N, 114° 0′ O / 49.000°N,114.000°O  | Estats Units              | Montana Idaho — des de 45° 42′ N, 114° 0′ O / 45.700°N,114.000°O Utah — des de 42° 0′ N, 114° 0′ O / 42.000°N,114.000°O Arizona — des de 37° 0′ N, 114° 0′ O / 37.000°N,114.000°O                                                                                        |
| 32° 14′ N, 114° 0′ O / 32.233°N,114.000°O | Mèxic                     | Sonora |
| 31° 31′ N, 114° 0′ O / 31.517°N,114.000°O | Golf de Califòrnia        | |
| 29° 34′ N, 114° 0′ O / 29.567°N,114.000°O | Mèxic                     | Baixa Califòrnia Baixa Califòrnia Sud — des de 28° 0′ N, 114° 0′ O / 28.000°N,114.000°O |
| 26° 58′ N, 114° 0′ O / 26.967°N,114.000°O | Oceà Pacífic              | |
| 60° 0′ S, 114° 0′ O / 60.000°S,114.000°O  | Oceà Antàrtic             | |
| 73° 51′ S, 114° 0′ O / 73.850°S,114.000°O | Antàrtida                 | Territori no reclamat |